# オクトピン
オクトピン(Octopine)は、アルギニンとアラニンの誘導体である。オパインの中では最も早く発見された化合物である。1927年に初めて単離されたマダコ(Octopus octopodia)に因んで命名された。
オクトピンは、タコ、イタヤガイ、スジホシムシ等の無脊椎動物の筋肉組織内で、乳酸のアナログとしての機能を果たす。アグロバクテリウム属も生産し、植物のクラウンゴールの原因となる 。
オクトピンは、D-オクトピンデヒドロゲナーゼの作用によって、ピルビン酸とアルギニンから還元的縮合により生成される。この反応は可逆のため、ピルビン酸とアルギニンを再生することもできる。